# 1825 w sztukach plastycznych
Wydarzenia w sztukach plastycznych i wizualnych w 1825 roku.

## Urodzeni
- 13 marca – Hans Gude (zm. 1903), norweski malarz
- 9 maja – James Collinson (zm. 1881), angielski malarz
- 8 czerwca – Charles Joshua Chaplin (zm. 1891), francuski malarz i grafik
- 4 lipca – Hélène Bertaux (zm. 1909), francuska rzeźbiarka i sufrażystka
- 17 sierpnia – Józef Antoni Boretti (zm. 1878), polski architekt i konserwator zabytków
- 6 września – Giovanni Fattori (zm. 1908), włoski malarz
- 19 września – Ludwig Burger (zm. 1884), niemiecki malarz, ilustrator i rysownik
- 25 października – Auguste Axenfeld (zm. 1908), ukraińsko-francuski lekarz i malarz
- 30 listopada – William-Adolphe Bouguereau (zm. 1905), francuski malarz
- Joseph Albert (zm. 1886), niemiecki fotograf i wynalazca

## Zmarli
- 4 marca – Raphaelle Peale (ur. 1774), amerykański malarz
- 26 marca – Michał Stachowicz (ur. 1768), polski malarz
- 16 kwietnia – Johann Heinrich Füssli (ur. 1741), szwajcarski malarz, rysownik, teoretyk sztuki i poeta
- 27 kwietnia – Dominique Vivant Denon (ur. 1747), francuski mlarz, rysownik, dekorator wnętrz, dyplomata, dyrektor generalny francuskich muzeów
- 13 czerwca – Johann Peter Melchior (ur. 1747), niemiecki rzeźbiarz i projektant porcelany
- 9 lipca – Hartman Witwer (ur. 1774), austriacki rzeźbiarz
- 13 lipca – Józef Franciszek Łęski (ur. 1760), polski malarz, rytownik, astronom i matematyk
- 12 października – Louis Dupaty (ur. 1771), francuski rzeźbiarz
- 29 grudnia – Jacques-Louis David (ur. 1748), francuski malarz
- Toyokuni Utagawa (ur. 1769), japoński malarz
- Rafael Ximeno y Planes (ur. 1759), hiszpański malarz